# 汪玉
汪玉（1964年1月—），湖北枝江人。1984年1月加入中国共产党。中国人民解放军海军工程大学轮机工程专业毕业，研究生学历，工学博士，研究员、博士生导师。中国舰船系统工程领域著名专家。中国人民解放军海军专业技术少将军衔。

## 生平
1980年毕业于宜昌市夷陵中学，高考成绩全市第二，1984年毕业于上海交通大学动力机械工程专业。1987年上海交通大学船舶动力装置专业研究生毕业后入伍，分配到原海军装备论证中心（今海军装备研究院）。曾任海军装备论证研究中心高级工程师。1994年任海军装备研究院舰船所副总工程师；1998年任海军装备研究院舰船所总工程师，副所长兼总工程师，所长。后任海军装备研究院院长。2007年7月20日晋升专业技术少将。2014年12月，任中国人民解放军海军南海舰队装备部部长。2015年9月被免职。
2008年，当选第十一届全国人民代表大会解放军代表。2013年，当选第十二届全国人民代表大会解放军代表。2015年11月4日，被终止全国人大代表资格。据媒体报道，汪玉被调查与2014年11月13日跳楼身亡的时任海军副政委马发祥有关，马发祥2004年7月-2008年7月曾任海军装备研究院政委。因严重违纪、涉嫌犯罪，本人提出辞去第十二届全国人民代表大会代表职务。2015年9月28日，海军选举委员会决定接受其辞职。